# Fuerte Tigné
El fuerte Tigné (en maltés: Il-Forti Tigné - Il-Fortizza ta' Tigné) es un fuerte poligonal en la punta Tigné, Sliema, Malta. Fue construido por la Orden de San Juan entre 1793 y 1795 para proteger la entrada al puerto de Marsamxett, y es uno de los fuertes poligonales más antiguos del mundo. El fuerte fue modificado en gran medida por los británicos en el siglo XIX y permaneció en uso por parte de los militares hasta 1979.
El fuerte Tigné fue restaurado a principios del siglo XXI y ahora está en buenas condiciones. Ha estado en la lista provisional de sitios del Patrimonio Mundial de la UNESCO de Malta desde 1998, como parte de las Fortificaciones de los Caballeros alrededor de los Puertos de Malta.

## Historia

### Antecedentes
Existía un puesto de vigilancia en Punta di Santa Maria (ahora conocido como Punta Tigné) en 1417. El puesto era probablemente una pequeña estructura no fortificada, que estaba a cargo de tres personas. La península desempeñó un papel importante durante el Gran Sitio de Malta en 1565, cuando los invasores otomanos construyeron una batería para bombardear el Fuerte de San Telmo. Después del asedio, la península pasó a ser conocida como Punta Dragut en honor al corsario otomano Dragut.
La primera propuesta para construir una fortificación en Dragut Point fue realizada por el ingeniero militar italiano Antonio Maurizio Valperga en 1670. Propuso una ciudad fortificada conocida como Borgo della Città Piccola, con un diseño similar al Fuerte Ricasoli. La propuesta nunca se materializó, probablemente por falta de fondos.
En 1715, Felipe de Vendôme hizo una segunda propuesta, esta vez para construir un reducto acasamatado. Un año después, René Jacob de Tigné propuso la construcción de una gran batería de artillería, similar a otras baterías costeras que se estaban construyendo en la costa de Malta en ese momento.
En 1757, la Batería Lembi, una obra exterior del Fuerte Manoel, fue construida en la costa norte de la península. Se propuso un atrincheramiento bastión a principios de la década de 1760, pero nunca se construyó.

### Construcción

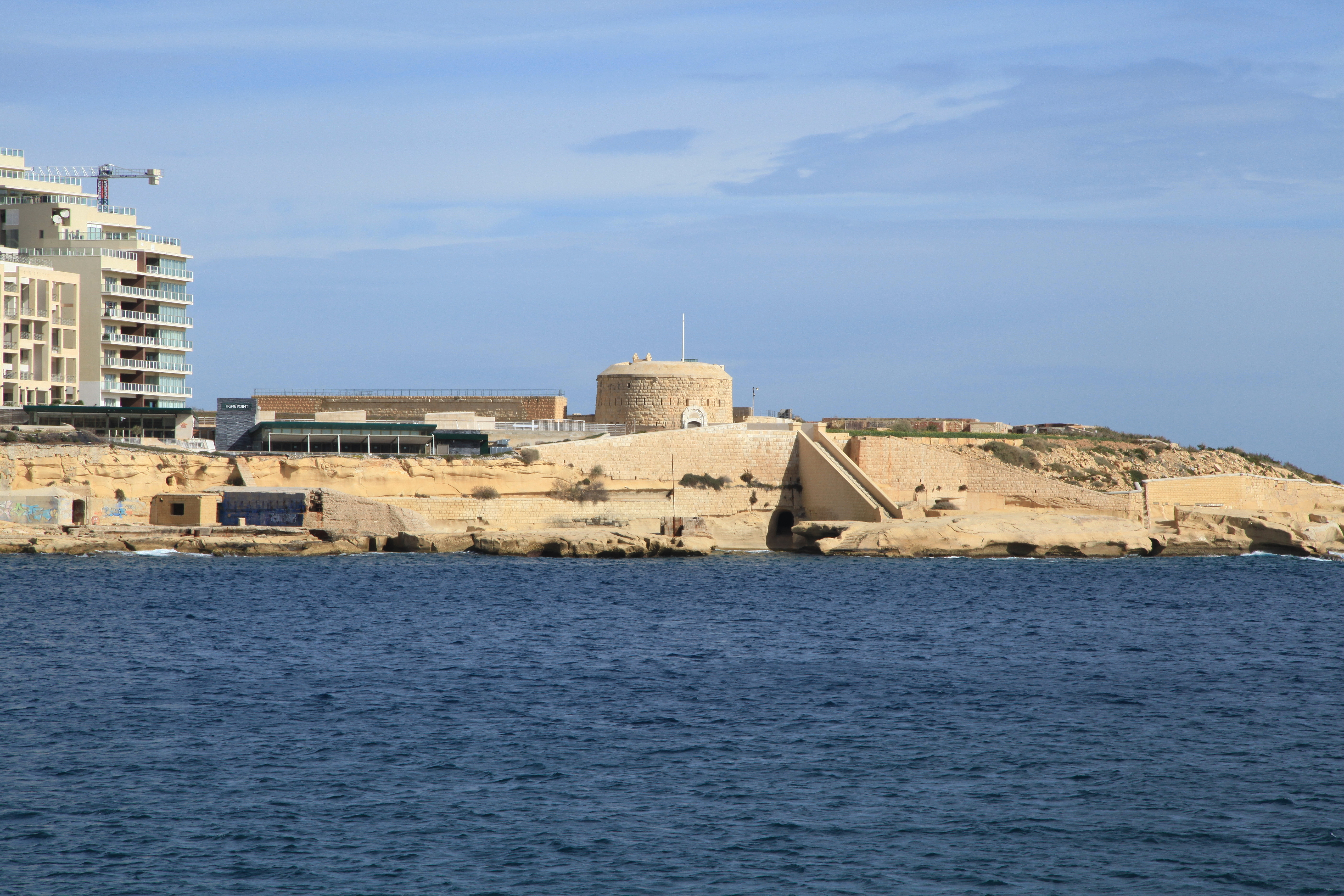
El fuerte visto desde La Valeta

Los diseños del fuerteTigné finalmente se realizaron en 1792, posiblemente debido a la amenaza de una invasión francesa. Fue encargado por el Gran Maestre Emmanuel de Rohan-Polduc, y fue diseñado por el nuevo ingeniero de la Orden, Antoine Étienne de Tousard. La construcción se inició en 1793 bajo la supervisión del capostro Antonio Cachia, y se completó en julio de 1795. El fuerte lleva el nombre del caballero François René Jacob de Tigné, sobrino del ingeniero militar René Jacob de Tigné, en reconocimiento a sus largos años de servicio con la Orden. Tigné también pagó 1000 escudos por la construcción del nuevo fuerte, mientras que de Rohan pagó alrededor de 6000 escudos. Otros 500 escudos fueron donados por Bali de Tillet, mientras que el resto de los fondos fueron pagados por la Fondazione Manoel.
El nuevo fuerte era bastante pequeño para los estándares del siglo XVIII, y se parecía más a un gran reducto que a un fuerte. A pesar de esto, su diseño se consideró revolucionario, ya que fue uno de los primeros fuertes poligonales que se construyeron en todo el mundo. El fuerte Tigné fue también la última gran fortificación construida por la Orden de San Juan.
Tras la finalización del fuerteTigné, la cercana batería Lembi fue clausurada y convertida en una residencia privada.
Alrededor de 1797, se hizo una propuesta para construir una ciudad fortificada que ocupara toda la península, con el fuerte Tigné como torreón. Al igual que las propuestas anteriores de finales del siglo XVII y principios del XVIII, nada se materializó a partir de este plan. El fuerte fue el último proyecto de la orden que ofreció empleo masivo a nivel local.

### Invasión y ocupación francesa

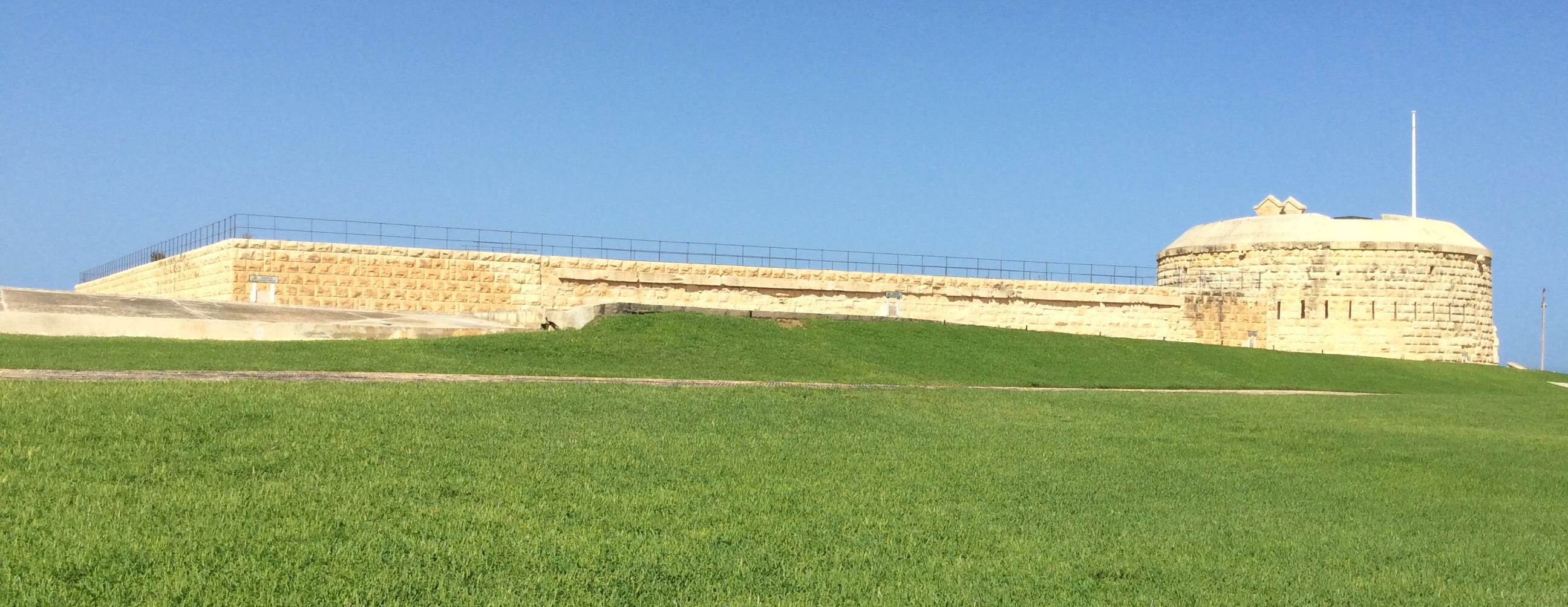
El flanco izquierdo del fuerte y el torreón vistos desde su glacis.

El fuerte vio su uso por primera vez durante la invasión francesa de Malta en junio de 1798. En ese momento, estaba comandado por el caballero bávaro Joseph Maria von Rechberg, y tenía una guarnición compuesta por hombres de los Cacciatori, que eran un regimiento de infantería ligera cazadora voluntaria, así como algunos bombarderos del barco San Zaccharia. y alguna milicia maltesa. El fuerteTigné estaba armado con 28 cañones y 12 morteros pero solo 15 de los cañones estaban en servicio.
El fuerte Tigné fue una de las pocas fortificaciones que intentó resistir activamente la invasión. El 10 de junio, los franceses intentaron capturarlo en una escaramuza menor, pero fueron repelidos con éxito. El fuerte también disparó sus cañones en apoyo de un contraataque de la armada de la Orden contra los franceses, e impidió que los barcos franceses entraran en Marsamxett.
El 11 de junio, los franceses bombardearon el fuerte desde tierra y mar. La guarnición del fuerte se defendió y su comandante, Rechberg, logró traer más municiones desde Floriana. El 12 de junio continuó el bombardeo del fuerte, pero para entonces los franceses habían capturado La Valeta, Floriana y Fuerte Manoel. La milicia maltesa abandonó el fuerte, reduciendo su guarnición a 80 hombres. Al final del día, la munición se había agotado y partes del fuerte resultaron dañadas durante el bombardeo. Cuando Rechberg y sus soldados intentaron escapar, los franceses los capturaron y el fuerte estuvo en manos francesas el 13 de junio.
Durante el subsiguiente levantamiento e insurrección maltesa contra el dominio francés, los insurgentes malteses construyeron seis baterías frente al fuerte Tigné, que estaba en manos de los franceses. Para 1799, su armamento se redujo a 21 cañones.

### Dominio británico

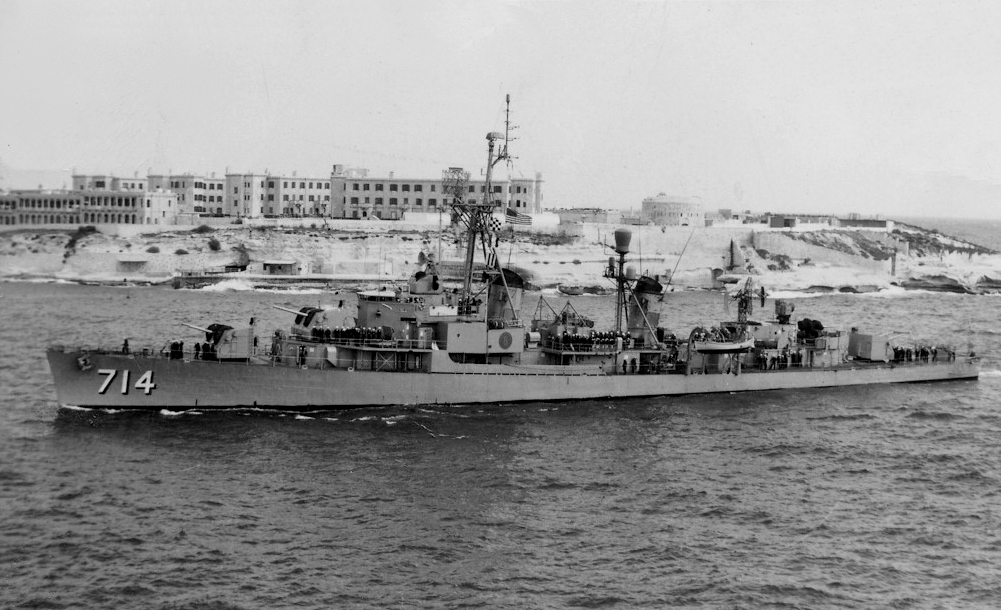
USS William R. Rush en Tigné en 1961. El fuerte y los cuarteles son visibles al fondo.

El fuerte Tigné fue tomado oficialmente por el ejército británico en septiembre de 1800 y pasó a tener una guarnición permanente en 1805. Se repararon las partes dañadas durante la ocupación francesa, pero inicialmente no se hicieron cambios importantes. En 1815, después de varios años de ocupación británica, el fuerte estaba armado con 30 cañones.
En la década de 1860, los británicos vieron el fuerte Tigné como la "perfección de un pequeño fuerte sin flancos... capaz de una resistencia considerable", y se utilizó como prototipo para otros fuertes poligonales construidos en otros lugares. Para entonces, estaba armado principalmente con cañones de 68 libras. El parapeto de la torre circular fue demolido para dar paso a un solo cañón montado en una plataforma transversal, similar a las que se encuentran en las torres Martello.

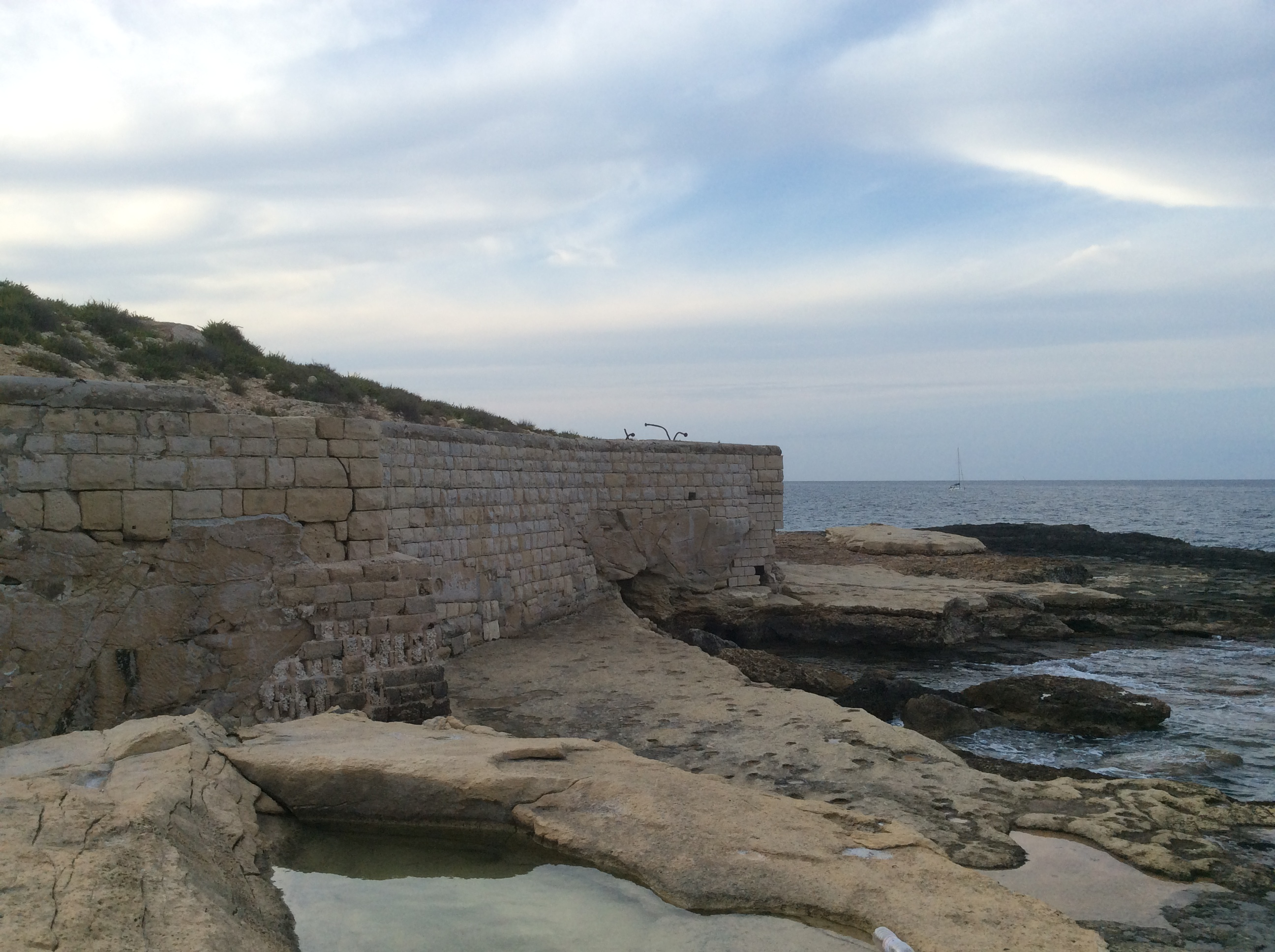
Una parte del fuerte con las modificaciones británicas.

Las primeras modificaciones importantes se realizaron entre 1870 y 1875, cuando se demolieron algunos de los parapetos con troneras para dar paso a los emplazamientos de los cañones RML de 9 pulgadas y 12 toneladas . El resto del fuerte sufrió más cambios significativos en los años siguientes. En la década de 1880, los británicos consideraron demoler el fuerte y reemplazarlo con una fortificación más grande, pero en 1888 se propuso que, en lugar de la demolición, la altura de las murallas se redujera al nivel del glacis. En la década de 1890, se construyeron emplazamientos de armas para cañones de retrocarga en el glacis, mientras que se realizaron modificaciones adicionales cuando partes de la estructura se convirtieron en alojamiento o cargadores para la tripulación de armas.
La defensa de Tigné se mejoró aún más con la construcción de la batería Cambridge entre 1878 y 1886. Luego, la batería Garden se construyó entre 1889 y 1894, cubriendo el área entre la batería Cambridge y el fuerte Tigné. Los bloques de barracones se construyeron en el resto de la península a principios del siglo XX.
El fuerte fue incluido en la Lista de Antigüedades de 1925. Fue dañado por bombardeos aéreos durante la Segunda Guerra Mundial.

### Historia reciente

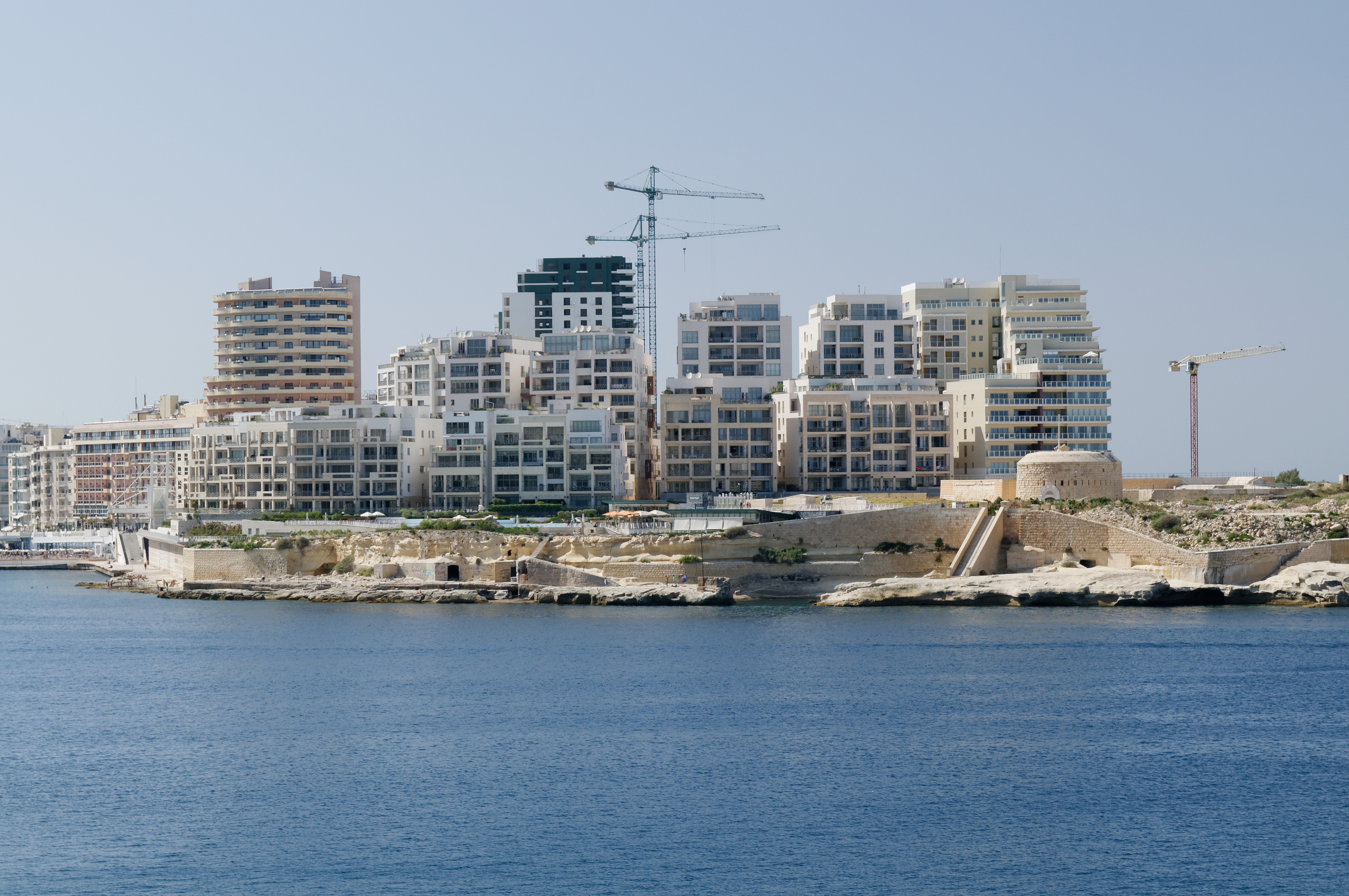
Construcciones modernas en punta Tigné con el fuerte Tigné en primer plano

Cuando las tropas británicas abandonaron Malta en 1979, el fuerte fue abandonado y quedó en mal estado. Partes de él también fueron destrozadas. En algún momento también se utilizó como planta desalinizadora.
Desde principios de la década de 2000, la península de Tigné está siendo remodelada por MIDI plc. Los cuarteles británicos fueron demolidos y en su lugar se construyeron apartamentos de gran altura. En 2008, MIDI plc también restauró el fuerte como parte del proyecto. También se repararon las modificaciones realizadas por los británicos, como los emplazamientos de cañones de retrocarga, mientras que se construyeron jardines y pasarelas en el glacis.
Hubo una serie de propuestas sobre cómo utilizar el edificio, incluso para instalaciones de restauración, como museo militar, espacio de exposición o como galería de arte. La llave de la capilla alrededor del fuerte Tigne todavía existe y ahora se encuentra en la iglesia Stella Maris.

## Diseño

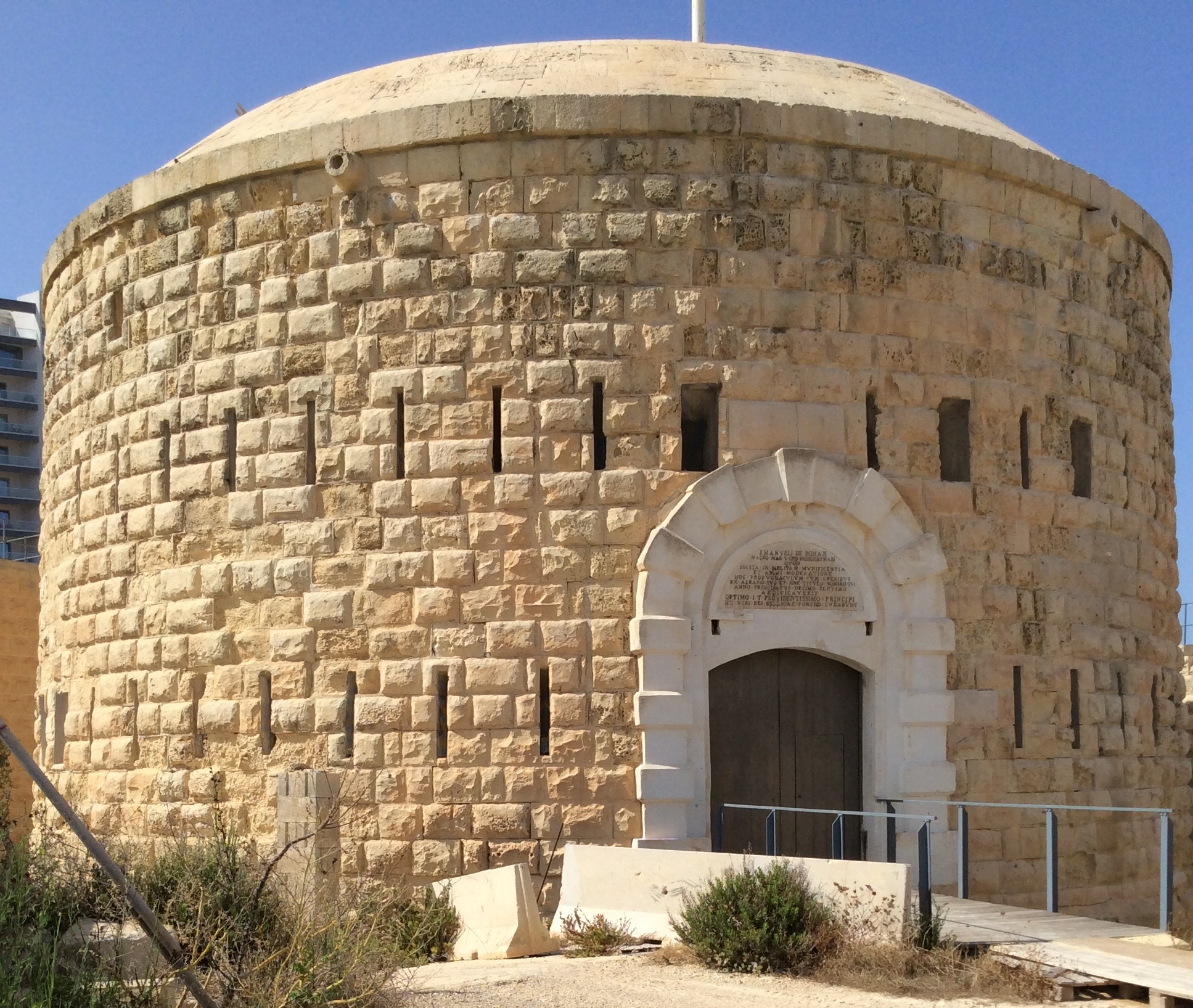
El torreón circular

El diseño del fuerte Tigné se basó principalmente en la Luneta d'Arçon, así como en el trabajo de Marc René, marqués de Montalembert. El diseño final de Antoine Étienne de Tousard resultó en una fortificación revolucionaria, que la convirtió en una de las fortalezas poligonales más antiguas del mundo.
La característica más notable de la fortaleza es el torreón circular. Este se inspiró en el reduit de surete de la Luneta d'Arçon, y también tiene similitudes con los reductos construidos en Malta a principios del siglo XVIII (el único ejemplo superviviente es Torre Vendôme). Tenía dos hileras de saeteras de fusilería, y su techo contenía un parapeto con cuatro aspilleras. Este último fue reemplazado por un parapeto inclinado para montar un solo cañón en la década de 1860. La torre circular también contiene la puerta principal, sobre la cual hay una placa conmemorativa.
El cuerpo principal del fuerte consistía en una estructura en forma de diamante formada por dos flancos y dos caras. Las dos caras y el flanco derecho originalmente tenían troneras, pero fueron desmanteladas a finales del siglo XIX por los británicos. Un blocao, con patios a ambos lados, estaba ubicado en el centro del fuerte.
La estructura principal y la torre del homenaje estaban rodeadas por un foso, que tenía tres galerías de fusilería en contraescarpa. Estos también fueron alterados significativamente por los británicos.
Los británicos también construyeron tres emplazamientos para cañones de retrocarga en el glacis del fuerte.